# Ordre de bataille de Diên Biên Phu
Cet article précise la liste des unités militaires présentes durant la bataille de Diên Biên Phu, épisode de la guerre d'Indochine, qui opposa les troupes de l'Union française à celle du Viêt Minh du 13 mars au 7 mai 1954.

## Le Groupement Opérationnel du Nord-Ouest (GONO)
L'effectif de la garnison du Corps Expéditionnaire Français en Extrême-Orient (CEFEO) au 7 mai 1954 se monte à 14 014 hommes comprenant les compagnies de services puis de logistique. L'armée française compte 2 293 morts dans ses rangs, et, sur les 11 721 soldats faits prisonniers, seulement 3 290 reviennent vivants en France.
 Union française

### Commandement
- Groupement Opérationnel du Nord-Ouest (GONO), colonel puis général Christian de Castries
  - Sous-secteur nord (Anne-Marie, Gabrielle), lieutenant-colonel André Trancart
  - Sous-secteur centre (Béatrice, Claudine, Dominique, Éliane, Huguette), lieutenant-colonel Jules Gaucher puis lieutenant-colonel Maurice Lemeunier
 Groupe Mobile 9 (GM 9) : (I/13 DBLE, III/13 DBLE, I/2 REI, III/3 RTA)
  - Sous-secteur sud (Isabelle), lieutenant-colonel André Lalande
 Groupe Mobile 6 (GM 6) : (III/3 REI, II/1 RTA, V/7 RTA)
  - Groupement Aéroporté 1 (GAP 1), lieutenant-colonel Louis Fourcade (2 BEP, 1 BPC, 6 BPC, II/1 RCP)
  - Groupement Aéroporté 2 (GAP 2), lieutenant-colonel Pierre Langlais (1 BEP, 8 BPC, 5 BPVN)
  - Artillerie, colonel Charles Piroth. Après son suicide dans la nuit du 15 au 16 mars 1954, il fut remplacé le 20 mars par le lieutenant-colonel Guy Vaillant, avec pour adjoint le lieutenant-colonel Robin.
 Groupement A, Major Jean Alliou (III/10 RAC, 1 CEPML, 2 CMMLE)
 Groupement B, Major Guy Knecht (II/4 RAC, 11/IV/4 RAC, I GAACEO, 1 CMMLE)

### Parachutistes

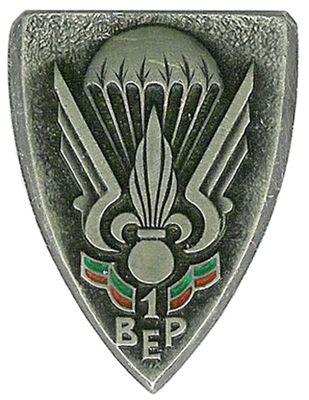
2e Bataillon du 1er Régiment de Chasseurs Parachutistes (II/1er RCP), chef de bataillon Jean Bréchignac
- 1er Bataillon de Parachutistes Coloniaux (1er BPC), capitaine Guy de Bazin de Bezons
- 6e Bataillon de Parachutistes Coloniaux (6e BPC), chef de bataillon Marcel Bigeard
- 8e Bataillon de Parachutistes de Choc (8e BPC), capitaine Pierre Tourret
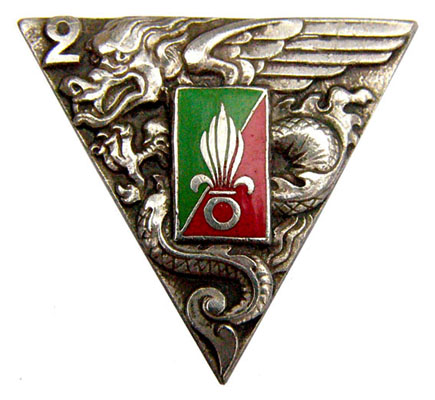
1er Bataillon Étranger de Parachutistes (1er BEP), chef de bataillon Maurice Guiraud
- 2e Bataillon Étranger de Parachutistes (2e BEP), chef de bataillon Hubert Liesenfelt
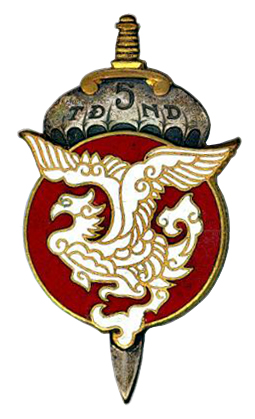
5e Bataillon de Parachutistes Vietnamiens (5e BPVN, 5 Bawouan), capitaine André Botella

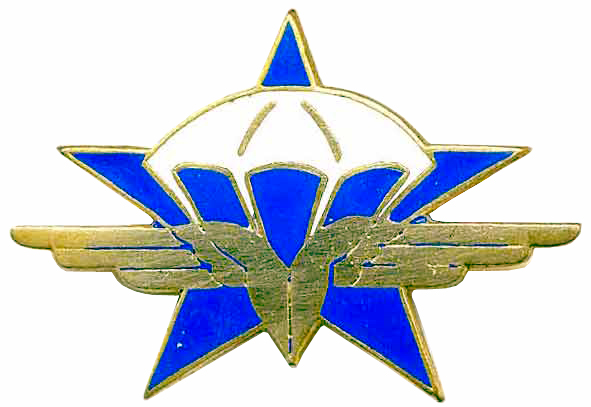
II/1er RCP
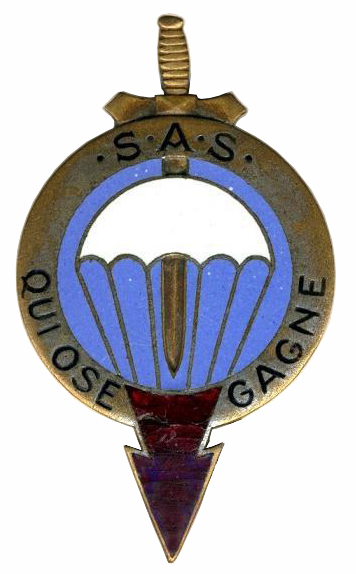
1er BPC
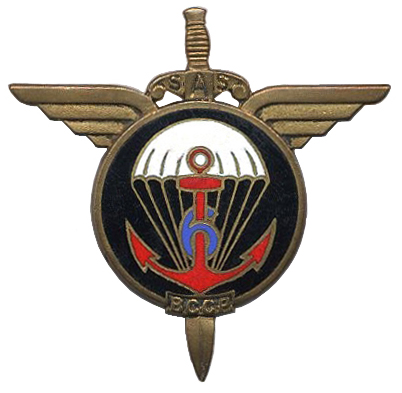
6e BPC
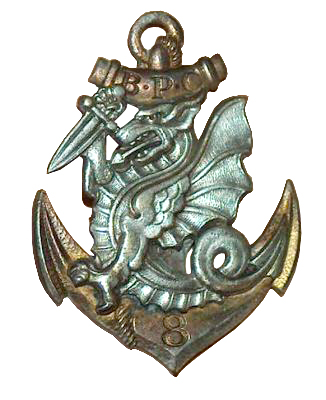
8e BPC

- 1er BEP
- 2e BEP
- 5e BPVN

### Infanterie
Légion étrangère
- 1er Bataillon de la 13e Demi-Brigade de Légion Étrangère (I/13e DBLE), chef de bataillon Roger de Brinon
- 3e Bataillon de la 13e Demi-Brigade de Légion Étrangère (III/13e DBLE), chef de bataillon Paul Pégot
- 1er Bataillon du 2e Régiment Étranger d'Infanterie (I/2e REI), chef de bataillon Clémençon
- 3e Bataillon du 3e Régiment Étranger d'Infanterie (III/3e REI), chef de bataillon Henri Grand d'Esnon

.  

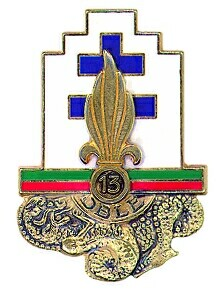
13e DBLE
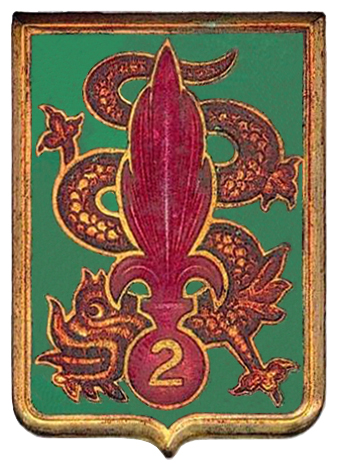
2e REI
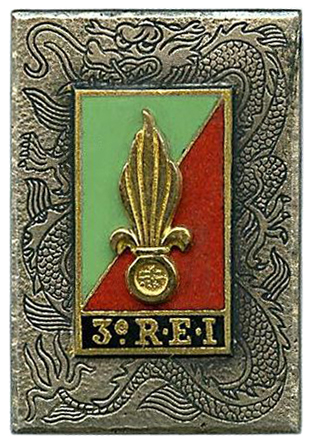
3e REI

Armée d'Afrique
- 2e Bataillon du 1er Régiment de Tirailleurs Algériens (II/1er RTA), capitaine Jean Sallot des Noyers puis capitaine Pierre Jeancenelle
- 3e Bataillon du 3e Régiment de Tirailleurs Algériens (III/3e RTA), capitaine Jean Garandeau
- 5e Bataillon du 7e Régiment de Tirailleurs Algériens (V/7e RTA), chef de bataillon Roland de Mecquenem
- 1er Bataillon du 4e Régiment de Tirailleurs Marocains (I/4e RTM), chef de bataillon Jean Nicolas
- 2e Tabor Marocain (2 TM), major Borie (jusqu'au 04/01/1954)

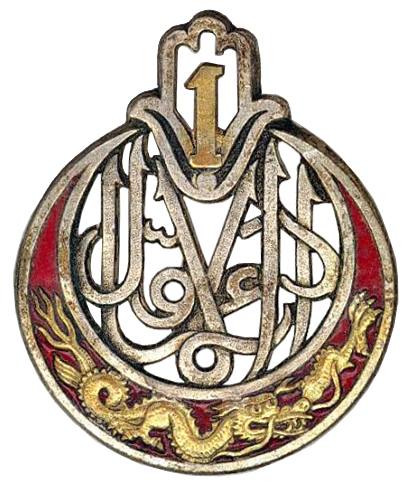
2e BM du 1er RTA en EO
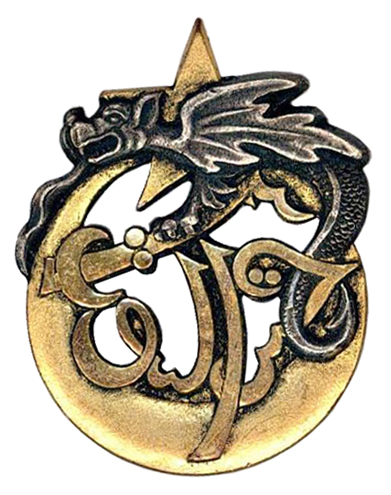
3e RTA en EO
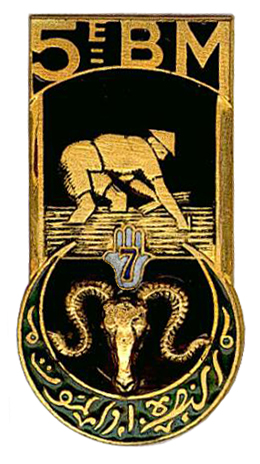
5e BM du 7e RTA en EO
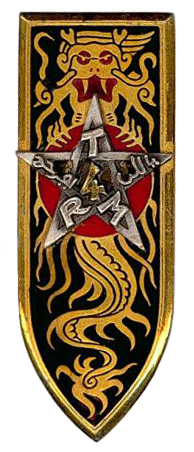
1er BM du 4e RTM en EO

Troupes coloniales
- 2e bataillon thaï (BT 2), chef de bataillon Maurice Chenel
- 3e bataillon thaï (BT 3), chef de bataillon Léopold Thimonnier

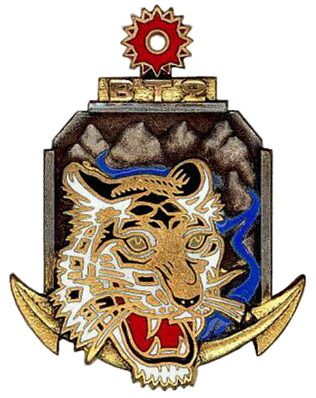
BT 2
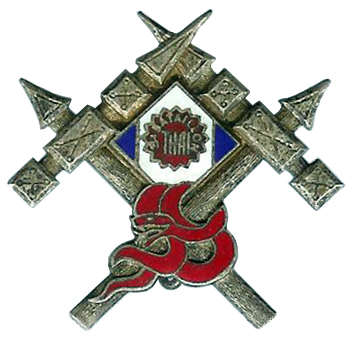
BT 3

Armée vietnamienne
- 301e bataillon vietnamien, sous-lieutenant Déo Van Dan (jusqu'au 23/12/1953)

Supplétifs
- 2 compagnies de Thaïs Blancs, capitaine Michel Duluat
- Reliquats des compagnies de supplétifs militaires (CSM) du Groupement Mobile de Partisans Thaïs (GMPT) provenant de Lai Châu
  - 1er Groupement Mobile Thaï (GMT 1), capitaine Bordier
    - 413e Compagnie de Supplétifs Militaires (CSM 413)
    - 414e Compagnie de Supplétifs Militaires (CSM 414), sergent-chef Comte
    - 415e Compagnie de Supplétifs Militaires (CSM 415)
    - 416e Compagnie de Supplétifs Militaires (CSM 416), adjudant Lucien Lobut

  - Groupement Wième, lieutenant Réginald Wième
    - 431e Compagnie de Supplétifs Militaires (CSM 431)
    - 432e Compagnie de Supplétifs Militaires (CSM 432)
    - 433e Compagnie de Supplétifs Militaires (CSM 433), sergent Mathieu
    - 434e Compagnie de Supplétifs Militaires (CSM 434), adjudant Clément Cante
    - 272e Compagnie de Supplétifs Militaires (CSM 272), sergent-chef Reymond

  - 424e Compagnie de Supplétifs Militaires (CSM 424), sergent-chef Quinard
  - 425e Compagnie de Supplétifs Militaires (CSM 425)
  - 248e Compagnie Muletière (CM 248), adjutant Georges Stoll

On notera que nombre d'unités ont été aérotransportées avec au moins une partie de leurs supplétifs.

### Arme blindée et cavalerie
- 3e Escadron de marche du 1er Régiment de Chasseurs à Cheval (3/1 RCC), capitaine Yves Hervouët, char Conti, équipé de 10 chars M24 Chaffee.
  - 1er Peloton (Bleu) du RICM (Régiment Infanterie Coloniale du Maroc), adjudant-chef Aristide Carette, chars Bazeille, Douaumont, Mulhouse
  - 2e Peloton (Rouge), maréchal des logis-chef Pierre Guntz, chars Smolensk, Posen, Ettlingen
  - 3e Peloton (Vert), lieutenant Henri Préaud, chars Auerstadt, Neumach, Ratisbonne

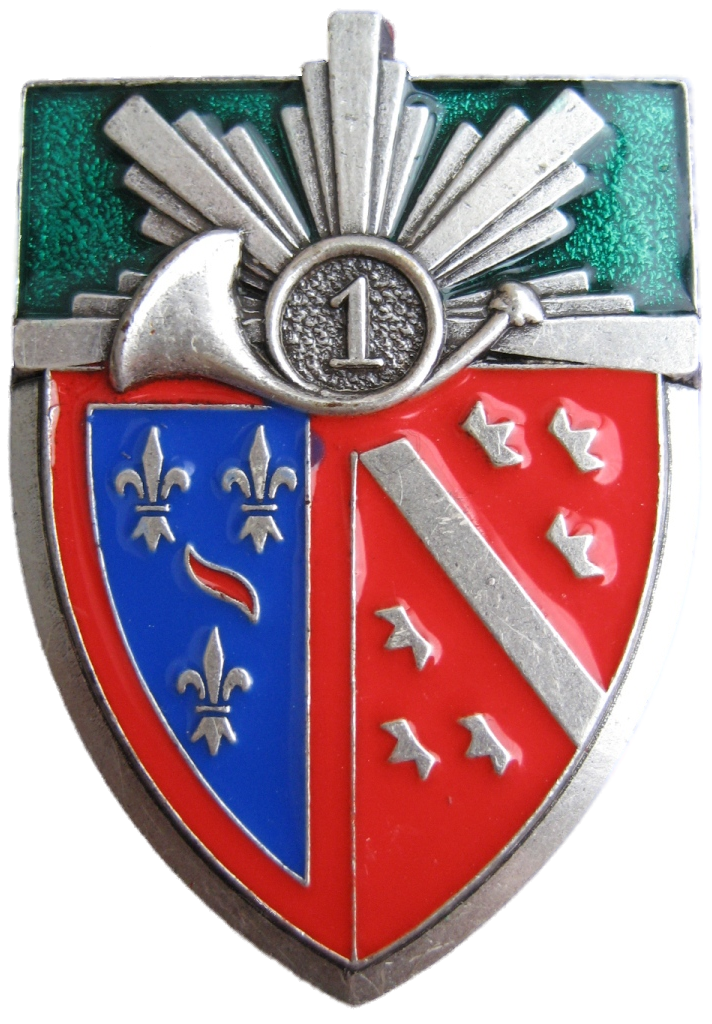
1er RCC
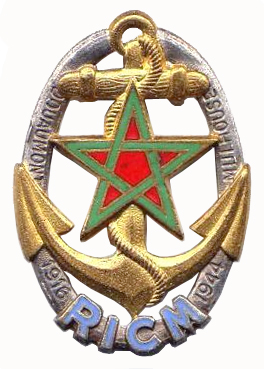
RICM

### Artillerie
- 2e Groupe du 4e Régiment d'Artillerie Coloniale (II/4 RAC), chef d'escadron Paul Knecht, avec 12 obusiers de 105 mm M2A1
- 3e Groupe du  10e Régiment d'Artillerie Coloniale (III/10 RAC), chef d'escadron Jean Alliou, avec 12 obusiers de 105 mm M2A1
- 11e Batterie du 4e Groupe du 4e Régiment d'Artillerie Coloniale (11/IV/4 RAC), capitaine Déal, avec 4 obusiers de 155 mm M114
- Section du 1er Groupe Antiaérien d'Artillerie Coloniale d'Extrême-Orient (1 GAACEO), lieutenant Paul Redon, avec 4 affûts quadruples de mitrailleuses de 12,7 mm
- Groupe de Marche du 35e Régiment d'Artillerie Légère Parachutiste (GM/35 RALP), chef d'escadron Millot, avec canons de 75 mm sans recul (SR) (jusqu'au 25/12/1953)
- Bataillon d'Artillerie Autonome Laotienne (BAAL), capitaine Ladous, avec 8 obusiers de 105 (jusqu'au 17/01/1954)
- 1re Compagnie Étrangère Parachutiste de Mortiers Lourds (1re CEPML), lieutenant Erwan Bergot, avec 12 mortiers de 120 mm
- 1re Compagnie Mixte de Mortiers de la Légion Étrangère du 3e Régiment Étranger d'Infanterie (1re CMMLE), lieutenant René Colcy, avec 8 mortiers de 120 mm
- 2e Compagnie Mixte de Mortiers de la Légion Étrangère du 5e Régiment Étranger d'Infanterie (2e CMMLE), lieutenant Jean-Louis Fetter, avec 8 mortiers de 120 mm

### Génie
- 31e Bataillon de Génie (31e BG) (2 compagnies), chef de bataillon André Sudrat
- 17e section du Génie (17e

### Transmissions
- 2e Compagnie du 822e Bataillon des Transmissions (2/822 BT)
- 2e Compagnie du 823e Bataillon des Transmissions (2/823 BT)
- 342e Compagnie Parachutiste des Transmissions (342 CPT)

### Santé
Médecin-Chef : capitaine Le Damany
- Antenne Chirurgicale Mobile no 29 (ACM 29), commandant Paul Grauwin
- Antenne Chirurgicale Mobile no 44 (ACM 44), lieutenant Jacques Gindrey
- Antenne Chirurgicale Parachutiste no 3 (ACP 3), lieutenant Louis Résillot
- Antenne Chirurgicale Parachutiste no 5 (ACP 5), capitaine Ernest Hantz
- Antenne Chirurgicale Parachutiste no 6 (ACP 6), lieutenant Jean Vidal

### Services
- 71e Compagnie de Commandement
- 6e Compagnie de Commandement et des Services (6e CCS)
- 9e Compagnie de Commandement et des Services (9e CCS)
- 3e Compagnie de Transport de Quartier Général (3e CTQG)
- 3e Compagnie de Munitions (3e CM) (détachement), sous-lieutenant Léonard
- 730e Compagnie de Ravitaillement (730e CR) (service des essences) (dépôt 81) (détachement)
- 712e Compagnie de Circulation Routière (712e CCR)
- Compagnie Réparation Autonome Matériel (CRAM), lieutenant Jourdonneau
- 2e Section de la 5e Compagnie Moyenne de Réparation Légion Étrangère (2/5 CMRLE/5 REI), lieutenant Bugeat
- 3e Légion de Marche/Garde Républicaine Gendarmerie Mobile (3 LM/GRGM) (détachement)
- Groupe d'Exploitation Opérationnel no 1 (GEO 1) (service de l'intendance), lieutenant Antoine Hurté
- 403e Boîte Postale Militaire (403 BPM) (antenne), lieutenant Pennanec'h

### Renseignement
- Groupement Commandos no 8 du Groupement Mixte d'Intervention (GC 8/GMI) (partisans Méo), capitaine Hébert
- Détachement Opérations-Patrouilles (DOP), lieutenant Boureau

### Armée de l'air (aviation)

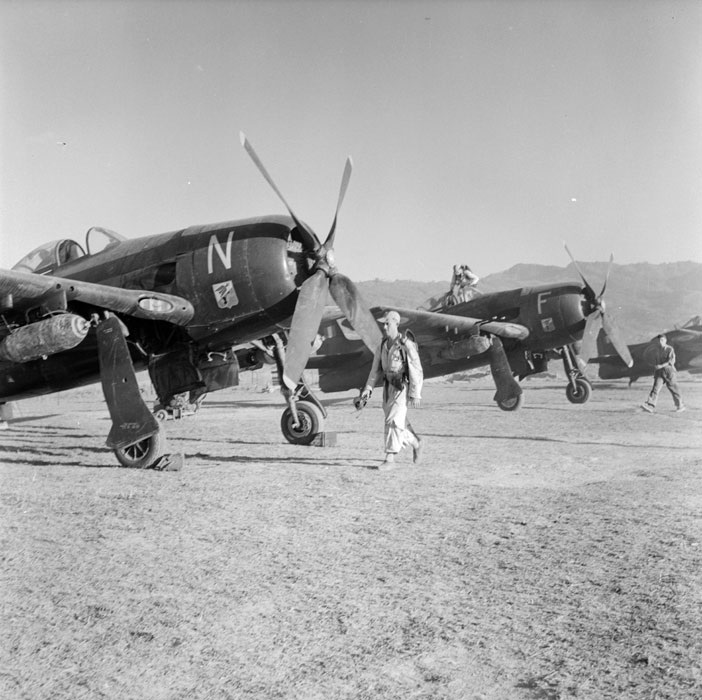
Des F8F Bearcat du GC 1/22 en 1954.

- Poste de Contrôle des Interventions Aériennes (PCIA) "Torri Rouge", lieutenant colonel  Jacques Guérin (Cdt 1/22 Saintonge).
- Groupe de Chasse 1/22 Saintonge (GC 1/22), capitaine Claude Payen, équipé de 9 Grumman F8F Bearcat
- 21e Groupe Aérien d'Observation d'Artillerie (GAOA 21), lieutenant Asselineau, équipé de Morane MS.500 Criquet
- 23e Groupe Aérien d'Observation d'Artillerie (GAOA 23), capitaine Albert Dehouck, équipé de Morane MS.500 Criquet (Muong Saï)
- 1re Compagnie Légère d'Évacuation Sanitaire (1 CLES), équipé de 1 Sikorsky S-55
- 374e Compagnie de Transmissions de l'Armée de l'Air (CT 21/374)
- Compagnie de Marche de l'Armée de l'Air, capitaine Jean Charnod
- Détachement de la Base aérienne no 195 (DB 195)

En outre, le camp retranché bénéficie des moyens aériens de l'armée de l'air et de l'aéronavale.

## L'armée populaire vietnamienne
Việt Minh
Le général Giap dans ses mémoires indique que les forces Viet Minh atteignent, fin 1953, 252 000 hommes. Chaque division d'infanterie comprend 3 régiments à 3 bataillons dont l'effectif moyen est de 635 hommes.
À la veille des combats, les troupes regroupées autour de Diên Biên Phu proviennent de 4 divisions d'infanterie soit 27 bataillons. L'artillerie, issue principalement de la 351 division lourde, aligne 64 pièces, des bataillons de DCA et 2 bataillons du génie.
L'ensemble représente environ 80 000 hommes[réf. souhaitée] en comprenant les services et la chaîne logistique.

L'état major français estime, tout confondu, les pertes Việt Minh à 23 000 hommes.
Dans son livre Agonie de l'Indochine 1953-1954 [pages 217 et 218], le général Navarre écrit que "27 bataillons faisaient face au camp retranché", soit un peu plus de 17 000 hommes.

### Commandement
Général d'armée Võ Nguyên Giáp (Muong Phang)

Chef d'état-major : général de division Hoàng Văn Thái

### Infanterie
- Division 304 - Vinh Quang (Gloire)
 Commandant : colonel Hoàng Minh Thảo,
Commissaire politique : Le Chuong,
Chef d'état-major : Nam Long
  - Régiment d'infanterie 9
Commandant : Tran Thanh Tu
Constitué des bataillons 353, 375 et 400
  - Régiment d'infanterie 57
Commandant : Nguyen Can
Constitué des bataillons 265, 346 et 418
  - Bataillon d'artillerie 345

- Division 308 - Quan Tien Phong (Avant-garde)
Commandant : colonel Vuong Thua Vu
Commissaire politique : Song Hao
  - Régiment d'infanterie 36
Commandant : Pham Hong Son
Constitué des bataillons 80, 84 et 89
  - Régiment d'infanterie 88
Commandant : Nam Ha
Constitué des bataillons 23 ou 22?, 29 et 322
  - Régiment d'infanterie 102
Commandant : Nguyen Hung Sinh
Constitué des bataillons 18, 54 et 79
  - Bataillon d'artillerie

- Division 312 - Chien Thang (Victoire)
Commandant : Le Trong Tan
Commissaire politique : Tran Do
  - Régiment d'infanterie 141
Commandant : Quang Tuyen
Constitué des bataillons 11, 16 et 428
  - Régiment d'infanterie 165
Commandant : Le Thuy
Constitué des bataillons 115, 542 et 564
  - Régiment d'infanterie 209
Commandant : Hoang Cam
Constitué des bataillons 130, 154 et 166
  - Bataillon d'artillerie 154

- Division 316
Commandant : colonel Le Quang Ba
Commissaire politique : Chu Huy Man
  - Régiment d'infanterie 98
Commandant : Vu Lang
Constitué des bataillons 215, 439 et 933 ou 938?
  - Régiment d'infanterie 174
Commandant : Nguyễn Hữu An
Constitué des bataillons 249, 251 et 255
  - Régiment d'infanterie 176
Commandant : 
Constitué des bataillons 888, 910 ou 970? et 999
  - Bataillon d'artillerie 980

- Régiment indépendant 148 :
  - Constitué des bataillons 900 (incomplet), 910 et 920
  - Compagnie d'armes 121
  - Compagnie de transmissions 523

### Artillerie
- Division lourde 351
Commandant : colonel Dao Van Truong?
Commissaire politique : Pham Ngoc Mau
  - Régiment d'artillerie 45
Commandant : Nguyen Huu My
Constitué des bataillons 950 et/ou 632 et 954 soit 24 canons de 105 mm
  - Régiment d'artillerie 675
Commandant : Doan Tue
Constitué des bataillons 83, 175 et 275 soit 18 ou 20? canons de 75 mm et 16 ou 20? mortiers de 120 mm
  - Régiment de mortiers lourds 237
Constitué du bataillon 413, soit 30 ou 54 mortiers de 82 mm, d'une unité de lance-roquettes de 12 lance-roquettes (Katioucha) et d'un bataillon de canons de 75 mm sans recul
  - Régiment de DCA 367
Commandant : Le Van Tri
Constitué de 2 bataillons soit 24 ou 100? mitrailleuses antiaériennes de 12,7 mm et 80 canons soviétiques de 37 mm mod. 1939
  - Régiment de génie 151
Commandant : Pham Hoang

## Sources et bibliographie
- René Bail, « Diên Biên Phu - 1 - Le camp retranché face au Vient-Minh », Historica hors série, no 49,‎ 1996 et hors série no 50 Diên Biên Phu - 2 - L'agonie, 1997.
- René Bail, Dernier baroud à Dien Bien Phu, Grancher, 1990.
- Erwan Bergot, Les 170 jours de Diên Phu, Paris, Presses de la Cité, coll. « Troupes de choc », 1979, 319 p. (ISBN 978-2-258-00521-1).
- Henri de B Brancion (préf. général Bigeard), Diên Biên Phu : artilleurs dans la fournaise, Paris, Presses de la Cité, coll. « Documents », 1993, 297 p. (ISBN 978-2-258-03608-6)
- (en) Kevin Boylan et Luc Olivier, Valley of The Shadow, Osprey, 2018, 368 p.
- Roger Bruge, Les hommes de Dien Bien Phu, Paris, Perrin, coll. « Tempus », 1999, 611 p. (ISBN 978-2-262-02151-1).
- Collectif, Histoire des parachutistes français, Société de production littéraire, 1975.
- Bernard B. Fall, Diên Biên Phu. Un coin d'enfer, Robert Laffont, 1968.
- Giap Vo Nguyen, Diên Biên Phu, Editions en langues étrangères, 1984.
- Giáp Vo Nguyen, Mémoires 1946-1954 : Diên Biên Phu le rendez-vous historique, t. 3, Anako, 2004.
- Henri Le Mire, Epervier : le 8e Choc à Diên Biên Phu, Paris, A. Michel, 1988, 320 p. (ISBN 978-2-226-03346-8).
- Henri Le Mire, L'épopée moderne de la Légion - 1940 - 1976, Société de production littéraire, 1977.
- Laure Monin-Cournil, Diên Biên Phu: Des tranchées au prétoire (1953-1958) (thèse de doctorat en histoire), Paris, Perséides, 2019, 460 p. (ISBN 978-2371250314, BNF 46960112, SUDOC 249771497)
- Raymond Muelle, Combats en pays thaï : Document : de Lai Chau à Diên Biên Phu, Paris, Presses de la Cité, 1999, 214 p. (ISBN 978-2-258-05000-6)
- Henri Navarre, Agonie de l'Indochine 1953-1954, Plon, 1956.
- Jean Pouget, Nous étions à Diên Biên Phu, Presses de la Cité, 1964.
- Pierre Pellissier, Diên Biên Phu, Perrin, 2004.
- Pierre Rocolle, Pourquoi Dien Bien Phu ?, Flammarion, 1968.
- Jules Roy, La bataille de Dien Bien Phu, Paris, Julliard (réimpr. 1989 ; Le Grand Livre du Mois, 2001) (1re éd. 1963), 389 p. (ISBN 978-2-702-86533-0)
- (en) Martin Windrow, The last valley : Dien Bien Phu and the French defeat in Vietnam, Cambridge, MA, Da Capo Press, 2004 (ISBN 978-0-306-81386-3).
- (en) Martin Windrow, Dien Bien Phu 1954, Osprey, 2021.